# Verkade (bedrijf)

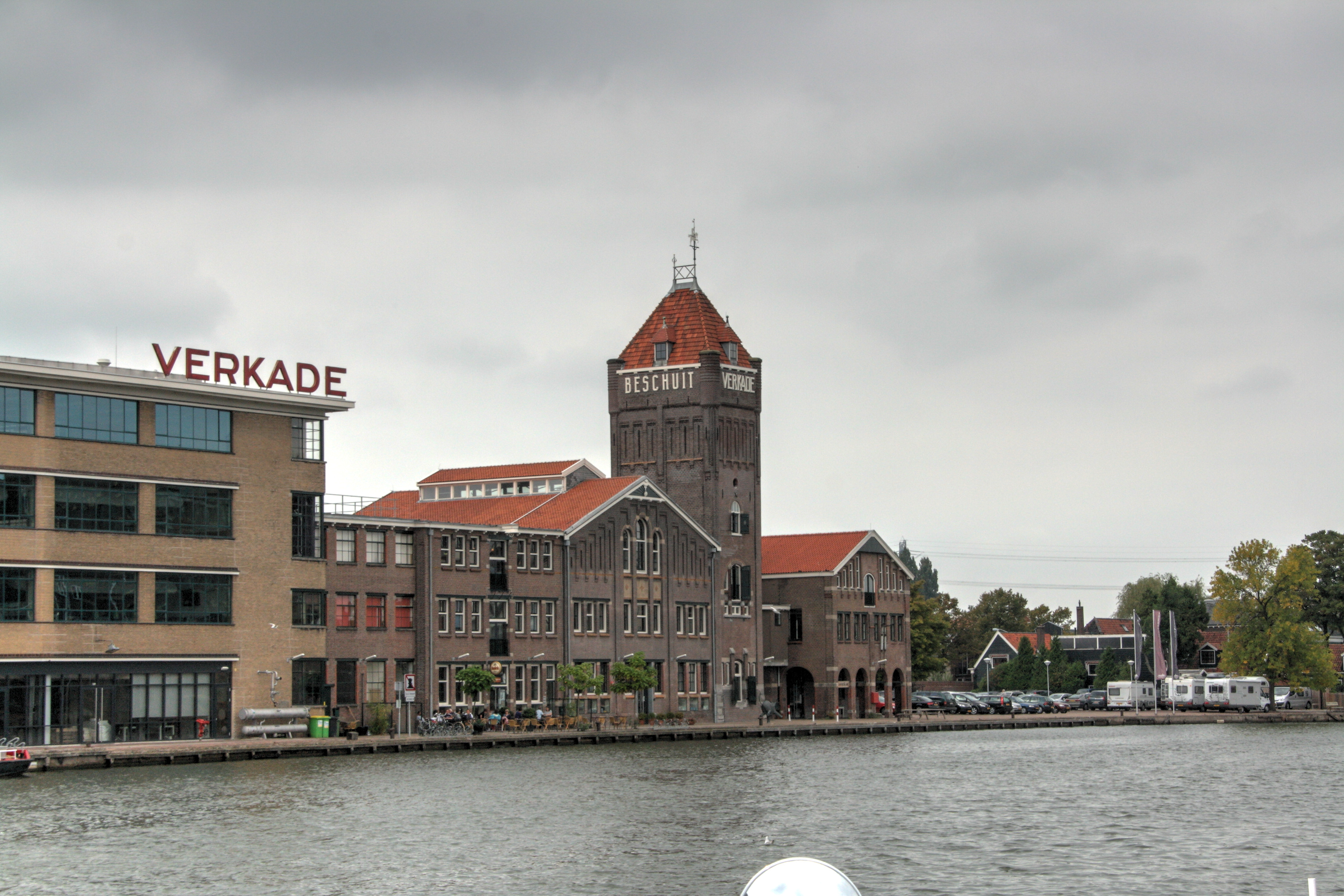
Oude en nieuwe Verkadegebouwen aan De Zaan in Zaanstad.

Verkade is een van oorsprong Nederlands bedrijf dat artikelen als beschuit, chocolade en koek vervaardigde. Ook werden er enige tijd theelichtjes vervaardigd. De fabrieken van Verkade zijn vanouds vooral gevestigd in Zaandam en hebben een belangrijke rol gespeeld in de ontwikkeling van de voedingsindustrie van de Zaanstreek.
Koninklijke Verkade N.V. werd in 1990 een dochteronderneming van het Britse voedingsmiddelenconcern United Biscuits, dat in 2014 in handen kwam van de Turkse levensmiddelengigant Yıldız Holding. Daarbinnen behoort het sinds 2016 tot Pladis.
Het noordelijke en oudste deel van het Verkade-complex werd afgestoten, heeft enige tijd leeggestaan en is vervolgens omgebouwd tot een centrum dat onder meer winkels en horeca bevat. Ook het hoofdkantoor van spelletjesfabriek Jumbo bevindt zich sinds 2006 in dit pand.

## Geschiedenis
Ericus Gerhardus Verkade (1835–1907) was als zoon van een notaris in 1835 in Vlaardingen geboren. Toen zijn vader overleed, verhuisde zijn moeder terug naar haar geboortestreek, de Zaanstreek, en Ericus werd naar een kostschool gestuurd.

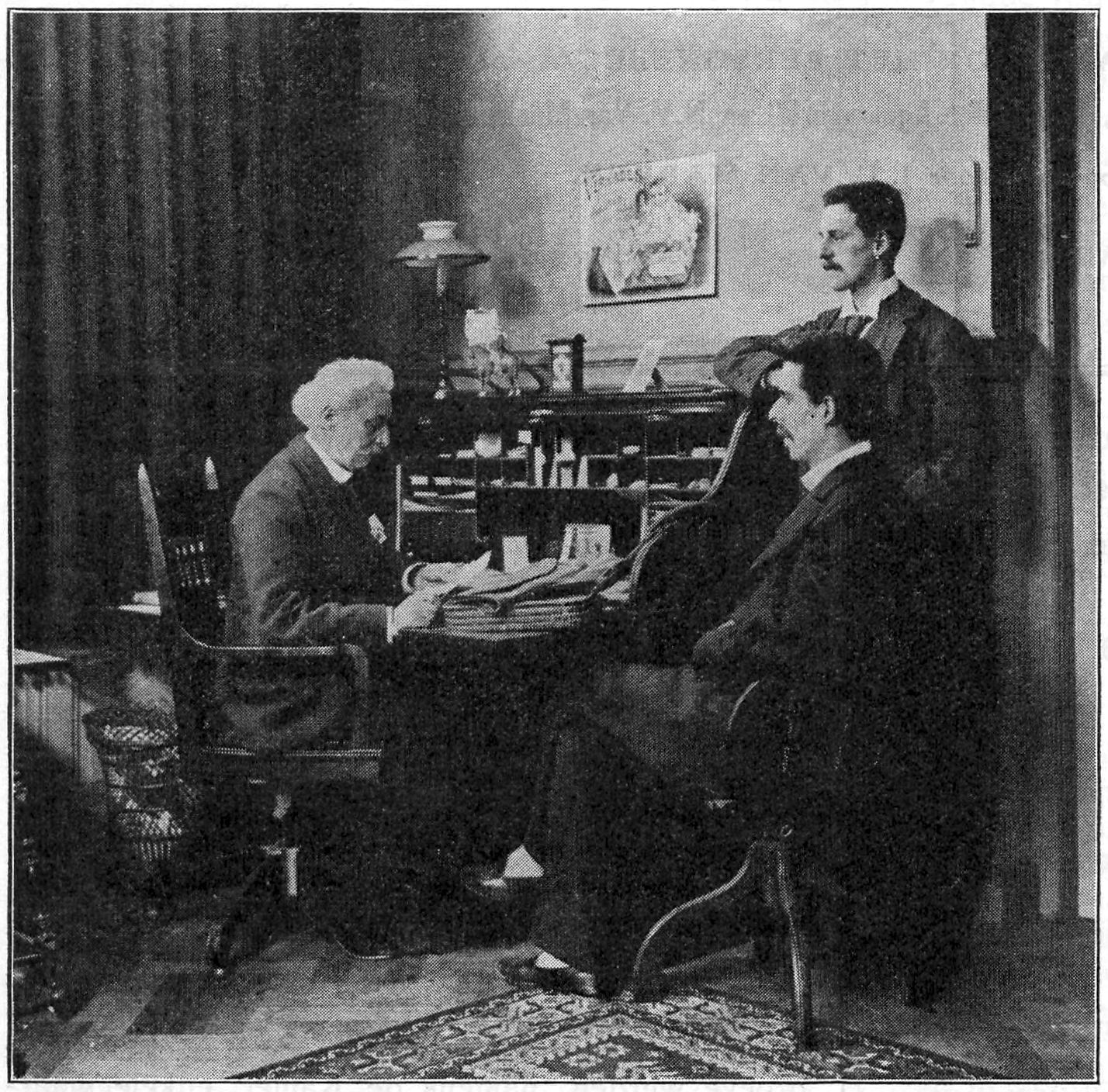
E. G. Verkade Sr., E. G. Verkade Jr. en A. H. Verkade (staande) in 1896

De Zaanstreek was in de 17e en 18e eeuw bekend geworden door zijn nijverheid, maar in de 19e eeuw kampte men met een verouderd industrieel apparaat, doordat men zich te veel aan de windmolenindustrie bleef vasthouden. Hulp kwam in de vorm van de Kanalenwet uit 1863, waardoor het Amsterdamse IJ gekanaliseerd werd en het daardoor mogelijk werd om direct toegang te krijgen tot de zee. Hiervan profiteerde de Zaandamse haven. Tevens kwam er een rechtstreekse spoorverbinding met Amsterdam en de rest van het land.

### Start als ondernemer
In deze tijd begon Verkade een eigen onderneming uit zijn erfenis. Zijn eerste bedrijf, een patentoliefabriek, brandde af in 1875. Hierna ging hij handel drijven in oliehoudende granen. Hij bleef in zijn hart eigenlijk een fabrikant en om het gemis van grootschalige broodproductie op het platteland te benutten, koos hij voor een broodfabriek zonder ook maar de minste bakkerij-ervaring.
Op 2 mei 1886 opende hij zijn Stoombrood- en Beschuitfabriek 'De Ruyter' op een terrein van 1342 m² aan de Zaan, voorzien van een stoommachine om de verschillende machines aan te drijven. De naam 'De Ruyter' was gekozen met een buiging naar het verleden: de eerste molen van Zaandam-west droeg dezelfde naam. Naast brood werd ook beschuit gebakken, omdat men hierbij de warmte van de ovens, na het bakken van brood, nog efficiënt kon gebruiken. Het succes dat hij hiermee boekte was zo groot dat hij regelmatig nieuwe producten aan zijn assortiment kon toevoegen.

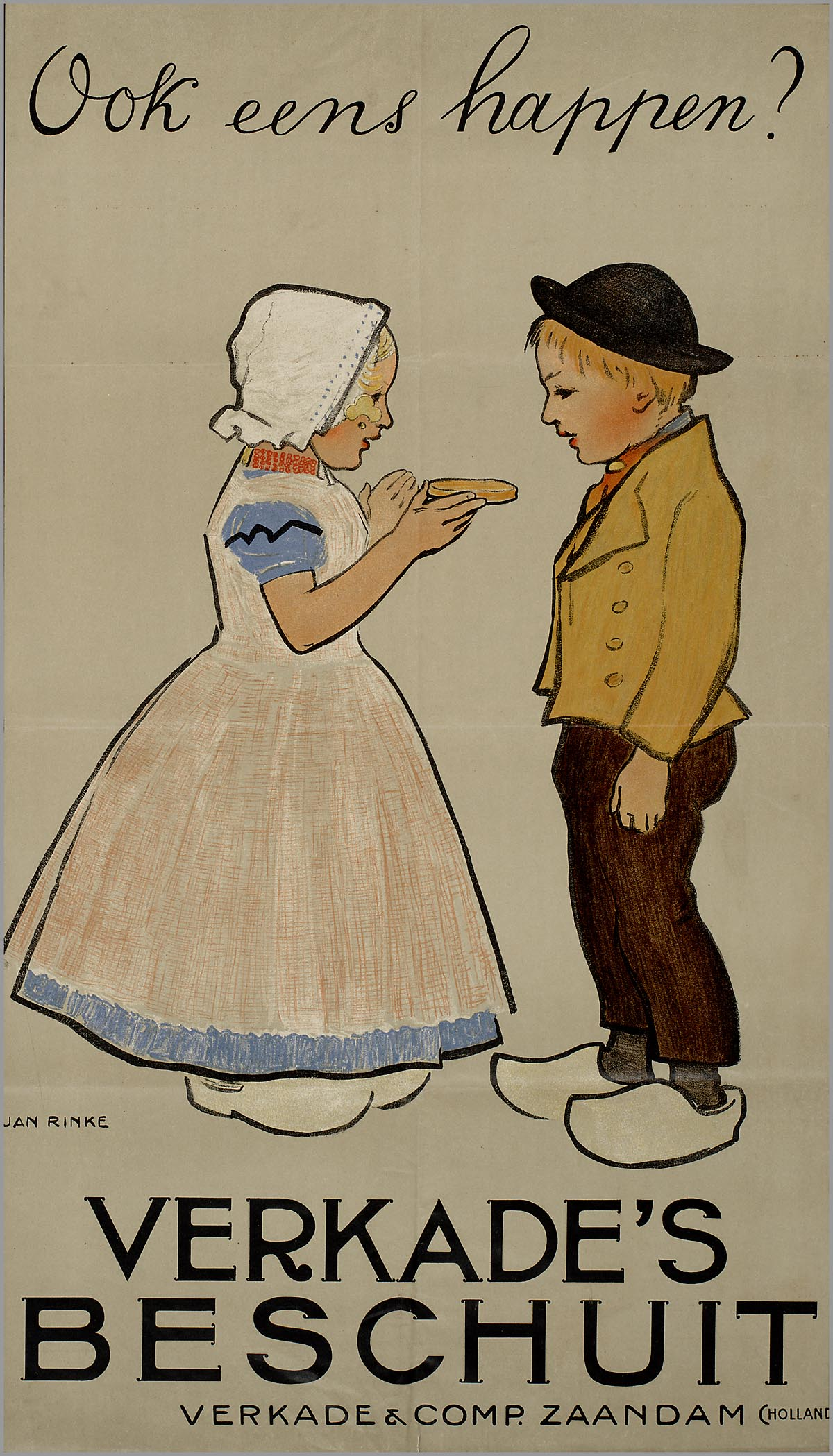
Verkade's beschuit. Affiche ca. 1920

Verkade kreeg in eerste instantie te maken met tegenwerking; de Zaanse bakkers deden er alles aan om het Verkade-brood te weren van de markt. Zij gingen met hun prijs onder die van het fabrieksbrood zitten en verkochten brood van mindere kwaliteit onder de Verkade-naam. Dit was het begin van een echte broodoorlog, een verschijnsel dat tot in onze tijd duurt. Zo werd het pas geopende bedrijf al meteen in z'n bestaan bedreigd. Omdat het afzetgebied groter moest worden, werd er een filiaal geopend aan de Amsterdamse Prinsengracht. In 1889 volgde de introductie van een De Ruyter-bewaarblik voor de beschuiten (met statiegeld), wat geldt als de geboorte van het merkartikel in Nederland. In 1890 volgde een tweede merkartikel: Verkade's verpakte ontbijtkoek.
Ondertussen stuurde Verkade zijn zoon Ericus jr. (1868-1927) naar Engeland om zich technisch en commercieel te scholen en kon deze hem helpen bij het leiden van de fabriek. Echter het 'stoombrood' werd niet het succes dat Verkade voor ogen had omdat er weinig prijsverschil was tussen de producten van de plaatselijke bakkers en het brood van Verkade.

### 20ste eeuw
Toen in de Arbeidswet van 1919 de bakkers-nachtarbeid was geregeld, staakten de Verkades de broodproductie, aangezien de uurlonen op deze manier te hoog werden om het brood goedkoop te produceren. De fabriek in Amsterdam werd gesloten. Verkade en zijn zoons hadden daarvóór het roer al omgegooid. Koekjes, biscuits en in de Eerste Wereldoorlog suikerwerk (bakkerijgrondstoffen werden toen steeds schaarser) waren al aan het assortiment toegevoegd.

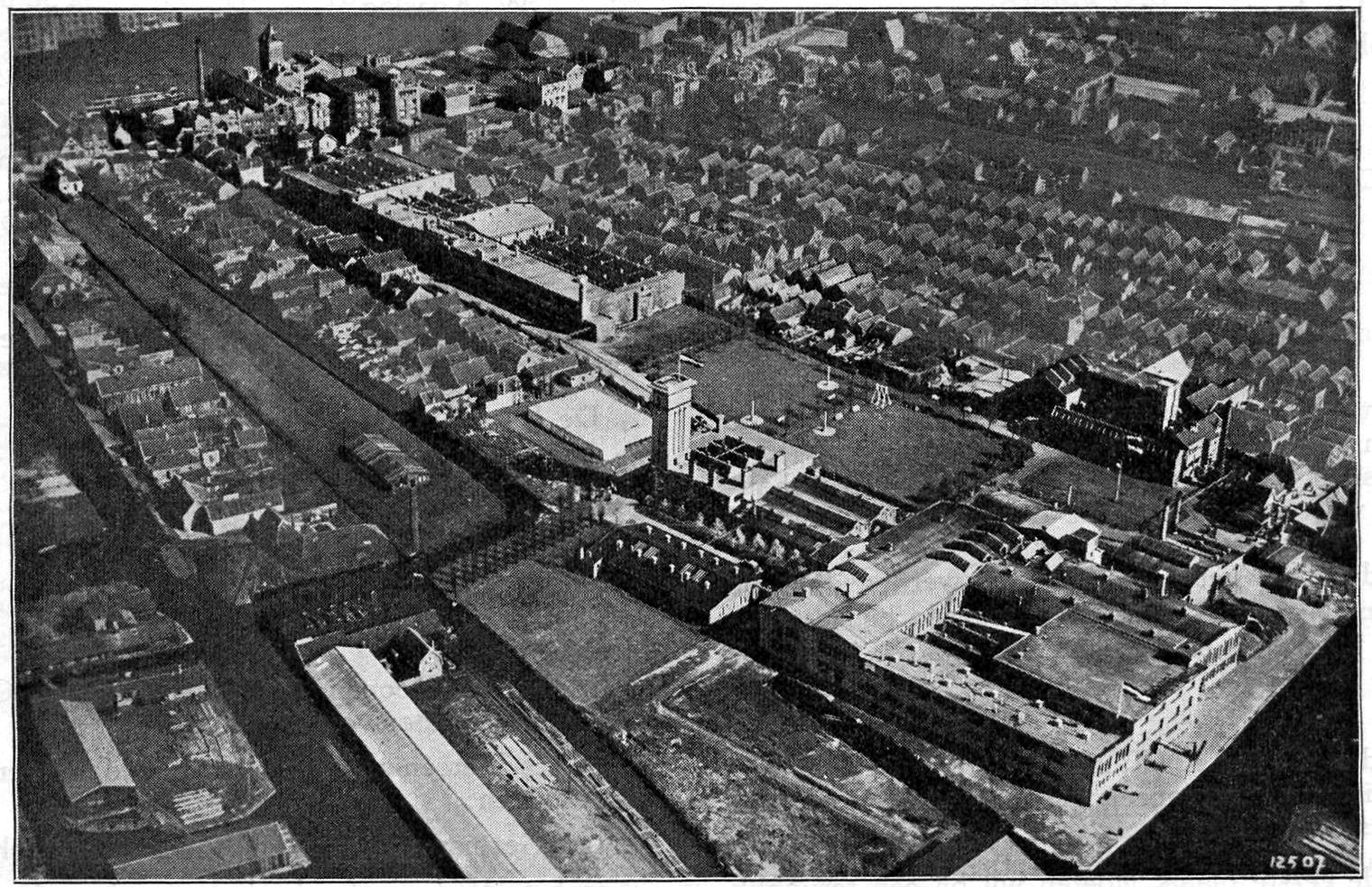
Verkade's Fabrieken in 1936.

In 1929 werd de Eerste Bossche Stoom- Koek- Biscuits- Banket- Beschuit- en Suikerwerkenfabriek De Nijverheid C.L.Verhagen -Van Oorschot, een wafelfabriek in 's-Hertogenbosch overgenomen, waarna de Parijse wafels, frou-frou en moccastangen de naam Verkade droegen. Deze fabriek werd na de fusie met United Biscuits gesloten en is onder de naam Verkadefabriek nu een theatercomplex.
In 1898 was Verkade de eerste in Nederland die theelichten van paraffinewas ging fabriceren in de fabriek aan de Lauriergracht te Amsterdam. Hij had het octrooi overgenomen van zijn Engelse schoonzoon Morris Fowler. Bij de sluiting van de Amsterdamse fabriek in 1919 werd de productie van theelichten overgebracht naar Zaandam. In 1991 werd het onderdeel theelichtjes overgedaan aan de kaarsenfabriek van Bolsius.
In 1950 kreeg het bedrijf Verkade het predicaat Koninklijk. Verkade bleef met de tijd meegaan en startte onder meer met de vervaardiging van cracker- en wafelzoutjes en introduceerde in 1961 het knäckebröd in Nederland (dat betrokken werd van buitenlandse bakkerijen). 
In 1990 werd het bedrijf overgenomen door United Biscuits, waarmee een einde kwam aan het familiebedrijf en de binding met Zaandam.

### 21e eeuw
Het assortiment van Verkade bestaat tegenwoordig uit koekjes, chocolade, zoutjes en beschuit.
Naast de vele klassiekers die het merk kent zoals Cafe Noir, Nizza en San Francisco biscuits, werden na de overname door United Biscuits ook Engelse producten als digestive biscuits en tarwebiscuits toegevoegd. Ook worden af en toe nieuwe chocoladeproducten aan het assortiment toegevoegd. Eind 2014 werd United Biscuits op zijn beurt overgenomen door de Turkse Yıldız Holding, die Verkade in 2016 onderbracht in dochterbedrijf Pladis.

## Reclame
Cornelis (Cees) Dekker (1900-1990) was een Nederlands kunstenaar en reclameontwerper. Hij kwam in 1923 als eerste vormgever in dienst bij de Verkadefabriek ofschoon hij eigenlijk onafhankelijk kunstenaar had willen worden. Hij was 30 jaar verbonden aan de reclameafdeling van de firma, waarvan de meeste tijd als chef.
De familie Verkade besefte al snel wat de invloed van effectieve reclame was. De hoeveelheid papieren en kartonnen verpakkingen, de koekblikken en beschuittrommels en affiches die door Cees Dekker werden ontworpen, was aanzienlijk. Vooral bekend zijn de reclameposters die waxinelichtjes, biscuits en lange beschuitjes aanprezen.
Verkade-albums zijn in 1903 ontstaan toen Verkade bij zijn producten plaatjes voegde die in speciale albums konden worden geplakt. Hij begon met drie Sprookjesalbums, met plaatjes die in Duitsland waren gekocht. Dat werd een groot succes en toen besloot Verkade om andere albums uit te gaan geven over diverse aspecten van de natuur en het landschap in Nederland. Voor veel van die albums schreef Jac. P. Thijsse de teksten. Ruim drie miljoen albums zijn tot 1940 verschenen met circa dertig miljoen plaatjes.

## Varia
- Sinds 11 maart 2009 is er een Verkade-paviljoen in het Zaans Museum, waarin de geschiedenis van Verkade in beeld wordt gebracht.